# Phanopathes expansa
Phanopathes expansa är en korallart som först beskrevs av Opresko och Stephen D. Cairns 1992.  Phanopathes expansa ingår i släktet Phanopathes och familjen Aphanipathidae. Inga underarter finns listade i Catalogue of Life.